# Pharmaceutical Statistics
Pharmaceutical Statistics, abgekürzt Pharm. Stat., ist eine wissenschaftliche Fachzeitschrift, die vom Wiley-Blackwell-Verlag veröffentlicht wird. Die Zeitschrift ist das offizielle Journal der Promoting Statistical Insights (PSI) und erscheint derzeit mit vier Ausgaben im Jahr. Es werden Arbeiten veröffentlicht, die sich mit statistischen Anwendungen in der pharmazeutischen Industrie beschäftigen.
Der Impact Factor lag im Jahr 2014 bei 0,833. Nach der Statistik des ISI Web of Knowledge wird das Journal mit diesem Impact Factor in der Kategorie Pharmakologie und Pharmazie an 222. Stelle von 254 Zeitschriften und in der Kategorie Statistik und Wahrscheinlichkeit an 65. Stelle von 122 Zeitschriften geführt.